# Euphaedra rufobrunneus
Euphaedra rufobrunneus är en fjärilsart som beskrevs av Stoneham 1932. Euphaedra rufobrunneus ingår i släktet Euphaedra och familjen praktfjärilar. Inga underarter finns listade i Catalogue of Life.